# 1976년 하계 올림픽 조선민주주의인민공화국 선수단
조선민주주의인민공화국은 1976년 7월 17일부터 8월 1일까지 캐나다 몬트리올에서 열린 1976년 하계 올림픽에 참가했다.

## 메달리스트
- 금메달
  - 구영조 (남자 복싱 밴텀급)

- 은메달
  - 리병욱 (남자 복싱 라이트플라이급)